# Radical jerarquizado
En álgebra los radicales jerarquizados son las expresiones radicales que contienen en su interior otra expresión radical. Como en estos ejemplos:
{\displaystyle {\sqrt {5-2{\sqrt {5}}\ }}}
{\displaystyle {\sqrt {5+2{\sqrt {6}}\ }}}
{\displaystyle {\sqrt[{3}]{2+{\sqrt {3}}+{\sqrt[{3}]{4}}\ }}}
Resolver estas raíces se considera generalmente un problema difícil. Una clase especial de radical jerarquizado puede ser resuelto si se asume que la solución es una suma de dos raíces:
{\displaystyle {\sqrt {a+b{\sqrt {c}}\ }}={\sqrt {d}}+{\sqrt {e}},}
{\displaystyle a+b{\sqrt {c}}=d+e+2{\sqrt {de}};}

## Caso usual
{\displaystyle {\sqrt {A\pm {\sqrt {B}}\ }}={\sqrt {x}}\pm {\sqrt {y}}}. Entonces
{\displaystyle x={\frac {A+C}{2}}}
{\displaystyle y={\frac {A-C}{2}}} donde {\displaystyle C={\sqrt {A^{2}-B}}}

## Radicales infinitamente jerarquizados

### En raíces cuadradas
La identidad:
{\displaystyle 2={\sqrt {2+2}}\,\!}
implica que 
{\displaystyle 2={\sqrt {2+{\sqrt {2+2}}}}\,\!}, y por repeticiones sucesivas:
{\displaystyle 2={\sqrt {2+{\sqrt {2+{\sqrt {2+{\sqrt {2+\cdots }}}}}}}}}
Por razones análogas se obtiene:
{\displaystyle 3={\sqrt {6+{\sqrt {6+{\sqrt {6+{\sqrt {6+\cdots }}}}}}}}}
a partir de la expresión:
{\displaystyle {\begin{array}{rcl}3&=&{\sqrt {3+3+3}}\\\ &=&{\sqrt {6+3}}\\\ &=&{\sqrt {6+{\sqrt {6+3}}}}\end{array}}}
o que:
{\displaystyle 4={\sqrt {12+{\sqrt {12+{\sqrt {12+{\sqrt {12+\cdots }}}}}}}}};
...
De lo anterior, se deduce que si r  es un número estrictamente superior a uno,
{\displaystyle r={\sqrt {r(r-1)+{\sqrt {r(r-1)+{\sqrt {r(r-1)+{\sqrt {r(r-1)+\cdots }}}}}}}}}
Bajo ciertas raíces cuadradas infinitamente jerarquizadas, como por ejemplo:
{\displaystyle x={\sqrt {2+{\sqrt {2+{\sqrt {2+{\sqrt {2+\cdots }}}}}}}}}
se pueden representar los números racionales. Este número racional puede ser encontrado haciendo que también x aparezca bajo el signo radical, lo que da la ecuación:
{\displaystyle x={\sqrt {2+x}}}
Si solucionamos esta ecuación, encontramos que x = 2 (la segunda solución {\displaystyle x=-1} no se aplica bajo la convención de que la raíz cuadrada positiva es conocida). Este acercamiento se puede también utilizar para demostrar que generalmente, si {\displaystyle n>0}, entonces:
{\displaystyle {\sqrt {n+{\sqrt {n+{\sqrt {n+{\sqrt {n+\cdots }}}}}}}}={\frac {1+{\sqrt {1+4n}}}{2}}}
El mismo procedimiento también funciona para conseguir:
{\displaystyle {\sqrt {n-{\sqrt {n-{\sqrt {n-{\sqrt {n-\cdots }}}}}}}}={\frac {-1+{\sqrt {1+4n}}}{2}}}
Este método dará un valor racional de x para todos los valores de n tales que:
{\displaystyle {n}={x^{2}}+{x}\,}
Para igualdades de números enteros a una jerarquización radical mediante otras formas, el matemático indio Ramanujan obtuvo una fórmula alternativa para el número 3. Partió de la descomposición
{\displaystyle (n+p)^{2}=1+[n+(p-1)][n+(p+1)]\,}
y extrayendo la raíz cuadrada de ambos lados de la ecuación, multiplicando por {\displaystyle n} y fijando {\displaystyle p=2} obtuvo:
{\displaystyle n(n+2)=n{\sqrt {1+(n+1)(n+3)}}}
Sustituyó el término {\displaystyle (n+3)}, basándose en la ecuación anterior:
{\displaystyle n(n+2)=n{\sqrt {1+(n+1){\sqrt {1+(n+2)(n+4)}}}}}
Ramanujan reiteró las sustituciones en el infinito y haciendo  {\displaystyle n=1} sin preocuparse del paso en el límite y obtuvo la siguiente expresión:
{\displaystyle 3={\sqrt {1+2{\sqrt {1+3{\sqrt {1+4{\sqrt {1+5{\sqrt {1+\cdots }}}}}}}}}}}
Fijando {\displaystyle n} y {\displaystyle p} para otros valores positivos elevados al cuadrado obtiene más fórmulas como:
{\displaystyle 4={\sqrt {1+3{\sqrt {1+4{\sqrt {1+5{\sqrt {1+6{\sqrt {1+\cdots }}}}}}}}}}}
En resumen, la relación se reitera al infinito:
{\displaystyle {\begin{array}{rcl}(n+2)&=&{\sqrt {1+(n+1){\sqrt {1+(n+2)(n+4)}}}}\\\ &=&{\sqrt {1+(n+1){\sqrt {1+(n+2){\sqrt {1+(n+3)(n+5)}}}}}}\end{array}}}
luego permite expresar todos los números enteros estrictamente superiores a 1 como una repetición infinita de raíces cuadradas.
En particular, con n=0:
{\displaystyle 2={\sqrt {1+{\sqrt {1+2{\sqrt {1+3{\sqrt {1+4{\sqrt {1+5{\sqrt {1+6{\sqrt {1+7{\sqrt {1+8{\sqrt {1+9{\sqrt {1+\cdots }}}}}}}}}}}}}}}}}}}}}

### En raíces cúbicas
En ciertos casos, las raíces cúbicas infinitamente jerarquizadas como, por ejemplo:
{\displaystyle x={\sqrt[{3}]{6+{\sqrt[{3}]{6+{\sqrt[{3}]{6+{\sqrt[{3}]{6+\cdots }}}}}}}}}
pueden presentar números racionales también. La ecuación anterior proviene de la expresión:
{\displaystyle x={\sqrt[{3}]{6+x}}}
Si solucionamos esta ecuación, encontramos que {\displaystyle x=2}. En forma general, podemos expresar la anterior ecuación como lo siguiente:
{\displaystyle x={\sqrt[{3}]{n+x}}}
y desarrollando la ecuación en forma recursiva:
{\displaystyle x={\sqrt[{3}]{n+{\sqrt[{3}]{n+{\sqrt[{3}]{n+{\sqrt[{3}]{n+\cdots }}}}}}}}}
cuya solución es la raíz de la ecuación:
{\displaystyle x^{3}-x-n=0\,\!}
para todo número {\displaystyle n} tal que {\displaystyle n>0}.
Este procedimiento también es adecuado para calcular:
{\displaystyle {\sqrt[{3}]{n-{\sqrt[{3}]{n-{\sqrt[{3}]{n-{\sqrt[{3}]{n-\cdots }}}}}}}}}
cuya solución es la raíz de la ecuación cúbica:
{\displaystyle x^{3}+x-n=0\,\!}
para todos los números {\displaystyle n} y {\displaystyle x} tales que {\displaystyle n>0} y |x| ≥ 1.

## En la resolución de ecuaciones
Teniendo la ecuación {\displaystyle x={\sqrt {2+x}}}, dado que x adopta este valor, se puede asumir que:
{\displaystyle x={\sqrt {2+{\sqrt {2+x}}}}}
con lo que se podría seguir cambiando el valor de x:
{\displaystyle x={\sqrt {2+{\sqrt {2+{\sqrt {2+x}}}}}}}
y dando una serie indefinida:
{\displaystyle x={\sqrt {2+{\sqrt {2+{\sqrt {2+{\sqrt {2\cdots {\sqrt {2+x}}}}}}}}}}}
con lo que si se considera que obtenemos una serie que tienda al infinito, haríamos una cantidad de operaciones suficientes como para que el margen de error desplazara a las cifras que no usaríamos como significativas, con lo que al tomar sólo cifras que no contienen margen de error tendríamos la solución a la ecuación sin necesidad de usar la fórmula del caso general, quedando:
{\displaystyle x={\sqrt {2+{\sqrt {2+{\sqrt {2+{\sqrt {2+\cdots }}}}}}}}}
Además esto es válido para encontrar solución a cualquier ecuación polinómica.
Como ejemplo para
{\displaystyle x^{n}+x+m=0\,\!}
en la cual n es un número entero se puede encontrar la solución a partir de esta estructura:
{\displaystyle x={\sqrt[{n}]{m+{\sqrt[{n}]{m+{\sqrt[{n}]{m+{\sqrt[{n}]{m\cdots }}}}}}}}}

## Descomposición de raíces de índice compuesto en radicales jerarquizados
Consiste en que, teniendo una raíz de índice {\displaystyle n}-ésimo, siempre que éste índice pueda descomponerse en factores primos, el resultado puede expresarse dentro de un conjunto de radicales jerarquizados como sigue:
{\displaystyle {\sqrt[{n}]{x}}={\sqrt[{m\times o\times ...}]{x}}={\sqrt[{m}]{\sqrt[{o}]{\sqrt[{...}]{x}}}}}
Teniendo en cuenta que el orden de los radicales no va a alterar el resultado entonces un ejemplo para la raíz sexta de un número x sería:
{\displaystyle {\sqrt[{6}]{x}}={\sqrt[{2}]{\sqrt[{3}]{x}}}={\sqrt[{3}]{\sqrt[{2}]{x}}}}
Esta descomposición de un radical simple en múltiples radicales jerarquizados nos puede servir para simplificar ecuaciones de un grado que no sea bajo, cuando no podemos usar una calculadora que pueda calcular todas la raíces de cualquier grado n, como pueda ser por ejemplo la ecuación:
{\displaystyle x^{4}=n\,\!}
donde en vez de intentar resolver la raíz cuarta del número dado podemos resolver la doble raíz cuadrada de ese mismo número así:
{\displaystyle x={\sqrt {\sqrt {n}}}}
De lo anterior, podemos deducir que en el caso particular de raíces cuyo índice sea una potencia en base 2, éstas se pueden descomponer en raíces cuadradas, es decir:
{\displaystyle {\sqrt[{2^{n}}]{x}}={\sqrt {\sqrt {\sqrt[{...}]{x}}}}}

## Números irracionales expresados como radicales jerarquizados
Aparte de la forma natural que tienen para hallarse algunos números se pueden expresar mediante radicales infinitamente jerarquizados, como en el caso del número áureo, que aunque se puede hallar mediante unas sencillas operaciones se puede también expresar como radicales jerarquizados del número 1 ya que al ser el número áureo:
{\displaystyle \Phi ={\frac {1+{\sqrt {5}}}{2}}}
debido a que tenemos la igualdad:
{\displaystyle {\sqrt {p+{\sqrt {p+{\sqrt {p+{\sqrt {p+\cdots }}}}}}}}={\frac {1+{\sqrt {(4\,p+1)}}}{2}}}
al dar a p un valor de uno se obtiene otra forma de representar al número áureo
{\displaystyle \varphi ={\sqrt {1+{\sqrt {1+{\sqrt {1+{\sqrt {1+\cdots }}}}}}}}}.
También se puede tener una aproximación del número π al expresarse bajo la forma de una repetición infinita de raíces cuadradas:
{\displaystyle \pi =\lim _{k\to \infty }\left(2^{k}\cdot {\sqrt {2-{\sqrt {2+{\sqrt {2+{\sqrt {2+\cdots {\sqrt {2+{\sqrt {2}}}}}}}}}}}}\right)}
donde k es el número de raíces cuadradas involucradas. Dicha expresión es el algoritmo Iterativo usado por el matemático Liu Hui para calcular {\displaystyle \pi } partiendo de polígonos inscritos en un círculo.
Donde encontramos:
{\displaystyle \pi =\lim _{k\to \infty }\left(3\cdot 2^{k-1}\cdot {\sqrt {2-{\sqrt {2+{\sqrt {2+{\sqrt {2+\cdots {\sqrt {2+{\sqrt {2+{\sqrt {3}}}}}}}}}}}}}}\right)}